# Christiaan de Wet
Christiaan Rudolf de Wet (7 octobre 1854 - 3 février 1922) est un général boer et un homme politique d'Afrique du Sud, député au Volksraad de l'État libre d'Orange (1889-1898) puis député et ministre de l'agriculture de la colonie de la rivière Orange. Il est aussi un cofondateur en 1914 du Parti national.
Christiaan de Wet participe aux deux guerres des Boers, est l'un des signataires du traité de Vereeniging au nom de la présidence de l'État libre d'Orange et aussi l'un des chefs de la rébellion boer qui s'opposa à l'entrée dans la Première Guerre mondiale de l'union d'Afrique du Sud aux côtés des alliés et à l'invasion du Sud-Ouest africain.

## Biographie
Christiaan De Wet est né à Leeuwkop dans l'État libre d'Orange et passe sa jeunesse dans la ferme de son père, Jacobus Ignatius de Wet, à Nuwejaarsfontein. 
À l'âge de 19 ans, il épouse Cornelia Margaretha Kruger, le couple a 16 enfants. 
Après l'annexion du Transvaal par les Britanniques, il rejoint Rietfontein en 1880 pour s'engager dans le kommando de Heidelberg et participe à la bataille de Laing's Nek contre les Britanniques où il s'illustre par son courage, ainsi qu'en 1881 à la bataille décisive de Majuba. 
Après la restauration de l'indépendance du Transvaal, il s'installe dans le district de Lydenburg et se fait élire Veldkornet au parlement du Transvaal en 1885. Il ne participe qu'à une seule session parlementaire et préfère retourner dans l'État libre d'Orange où il rachète la ferme de son père. De 1889 à 1898, il est député au Volksraad (parlement) de l'État libre d'Orange.

### La guerre des Boers

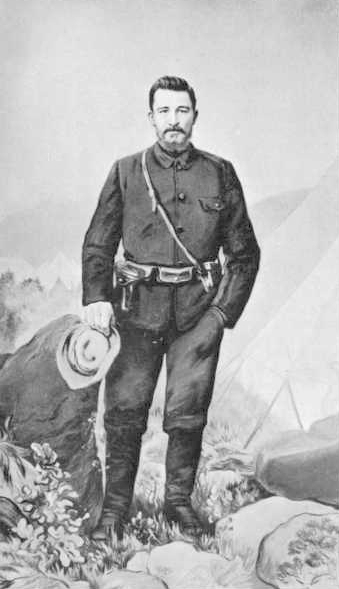
Christiaan de Wet.

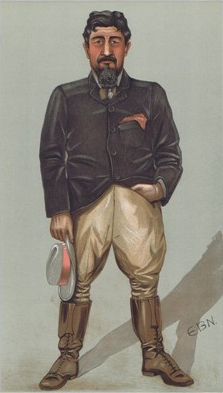
Illustration de Christiaan de Wet par Vanity Fair en 1902.

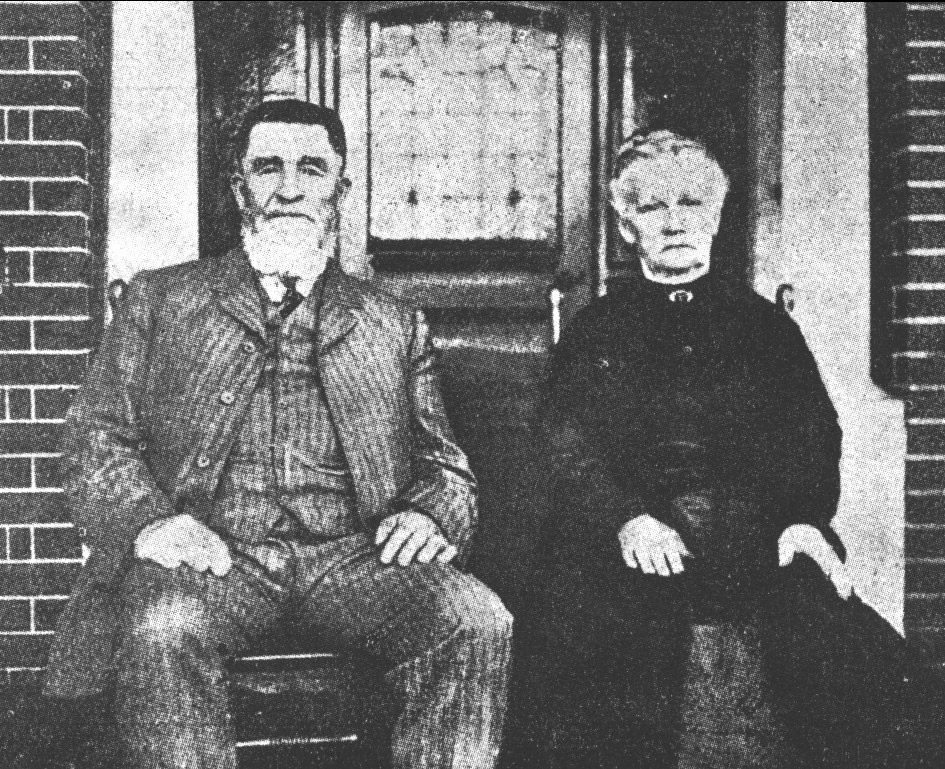
CR de Wet et son épouse en 1917.

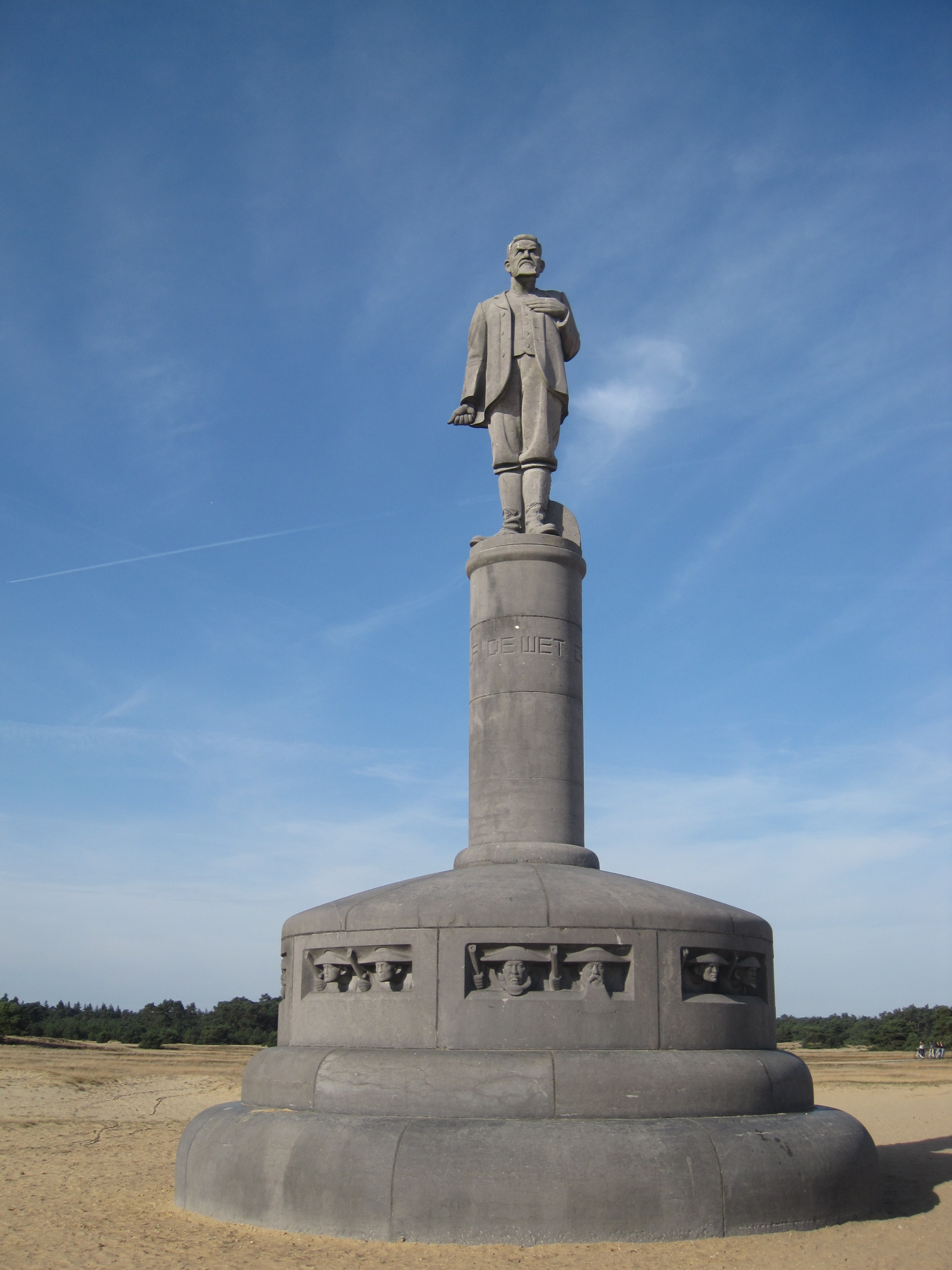
Monument à Christiaan de Wet par Mendes da Costa, situé dans le parc national De Hoge Veluwe (Otterlo) depuis 1921.

Quand la guerre éclate, en 1899, il a quarante-cinq ans et est chef du kommando Heilbron. C'est à la bataille de Ladysmith qu'il prouve sa valeur militaire. Le 30 novembre 1899, à Nicholson's Nek, il disloque les lignes britanniques avec ses 300 hommes, offrant ainsi aux Boers leur première victoire sur le front du Natal. Le 7 décembre 1899, il est nommé général et envoyé sur le front Ouest où il s'oppose à Cronjé qui refuse l'offensive. Il lui prédit sa propre défaite et, après la capitulation de Cronjé, De Wet est nommé commandant en chef de tout le front Ouest de l'État libre d'Orange ; mais il doit battre en retraite devant l'armée de Lord Roberts.
Le 13 mars 1900, Bloemfontein, la capitale de l'État libre d'Orange tombe. De Wet impose alors une nouvelle tactique renouant avec la mobilité des kommandos boers. Il abandonne les convois de chariots qui avaient tant ralenti la marche de Cronjé pour répartir ses troupes en groupes mobiles de cavaliers. Il invente la guérilla sud-africaine, lançant des attaques surprises, harcelant les colonnes ennemies.
En décembre 1900, il décide d'envahir la colonie britannique du Cap. Le 18 avril 1900, le président Steyn le nomme commandant en chef de l'armée de l'État libre d'Orange. Frappant partout, insaisissable, De Wet devient la hantise de l'état-major britannique, n'hésitant pas, comme en 1901, à lancer un raid en profondeur dans la Colonie du Cap. Ses exploits, dont notamment la bataille de Groenkop, feront de lui un leader boer légendaire, certainement le plus célèbre de tous les généraux boers.
En 1902, il participe aux négociations de paix qui aboutissent au Traité de Vereeniging dont il est un signataire au titre de président (par intérim) de l'État libre d'Orange. Après la guerre, il se rend en Europe pour tenter de lever des fonds en faveur des veuves et orphelins de guerre. Il profite de la traversée pour écrire ses mémoires : "Three Years War".

### Un député de l'Orange
En novembre 1907, il est élu député du premier parlement de la colonie de la rivière Orange (ancien État libre d'Orange) et devient ministre de l'agriculture dans le gouvernement d'Abraham Fischer. En 1908-1909, il est délégué à la convention nationale sur la constitution de l'Union de l'Afrique du Sud. En 1910, il se retire de la politique après l'entrée en vigueur de la nouvelle constitution et s'installe à Allanvale où il est nommé à l'état major.

### Un partisan du nationalisme afrikaner
Il apporte son soutien au nationalisme afrikaner défendu par le général James Barry Hertzog et prononce à ce sujet un vibrant plaidoyer le 28 décembre 1912 à Pretoria. En 1913, De Wet démissionne de l'état major et fonde en 1914, au côté de Hertzog, le Parti national. 
En août 1914, il est l'un des leaders de la rébellion boer qui s'oppose à l'entrée en guerre de l'union d'Afrique du Sud aux côtés des alliés et à l'invasion du Sud-Ouest africain. Le 12 novembre 1914, il est défait et fait prisonnier pour la première fois de sa vie. 
Condamné à six ans de prison, il est libéré au bout d'un an après avoir promis de renoncer à toute activité politique. Son fils est tué durant les combats. 
De Wet vend alors sa ferme d'Allanvale et s'installe à Edenburg puis à Klipfontein, près de Dewetsdorp. Ruiné et malade, il reste une légende respectée bien que ses apparitions publiques se fassent de plus en plus rares comme lorsqu'il prononce l'oraison funèbre de son ami et ancien président de l'État libre d'orange, Marthinus Theunis Steyn, en novembre 1916.
Avec l'âge, il modère son hostilité vis-à-vis des britanniques mais refuse de pardonner ceux qui ont participé à la guerre. Il meurt le 3 février 1922. Des funérailles d'état furent organisées à Bloemfontein, De Wet est enterré près du président Steyn et de Emily Hobhouse au pied du mémorial consacré aux femmes et enfants morts dans les camps de concentration britanniques durant la guerre des Boers. 
Lors du centième anniversaire de sa naissance en 1954, une statue équestre de De Wet, sculptée par Coert Steynberg, est inaugurée devant le Raadzaal de Bloemfontein.

## Anecdotes
- La ville de Dewetsdorp est fondée et baptisée en 1880 en l'honneur de Jacobus Ignatius de Wet, le père de Christiaan de Wet.
- Une statue de Christiaan de Wet, par Mendes da Costa, est érigée pour le compte de la famille Kröller-Muller et se trouve au centre du parc national De Hoge Veluwe à Otterlo, aux Pays-Bas.